# Franz Duboscq
Pour les articles homonymes, voir Duboscq.
Franz Duboscq est un homme politique français, né le 6 mai 1924 à Saint-Jean-de-Luz (Basses-Pyrénées) et mort le 7 décembre 2012 à Iholdy (Pyrénées-Atlantiques). 
Il est le fils de Claude Duboscq, compositeur, et de Philippe-Marie Keller, pianiste.

## Mandats
- Député des Pyrénées-Atlantiques de 1968 à 1973 et membre du groupe de l'Union des démocrates pour la République (UDR)
- Sénateur des Pyrénées-Atlantiques de 1983 à 1992 et membre du groupe du Rassemblement pour la République (RPR)
- Conseiller général de Saint-Palais de 1971 à 1994
- Président du Conseil général des Pyrénées-Atlantiques de 1976 à 1985